# Poiretia latifolia
Poiretia latifolia är en ärtväxtart som beskrevs av Julius Rudolph Theodor Vogel. Poiretia latifolia ingår i släktet Poiretia och familjen ärtväxter. IUCN kategoriserar arten globalt som livskraftig.

## Underarter
Arten delas in i följande underarter:
- P. l. coriifolia
- P. l. latifolia
- P. l. unifoliolata